# Ван Тхи Нгуен
Ван Тхи Нгуен (вьет. Nguyễn Thị Vân, [ŋwiən˦ˀ˥ tʰi˧˨ʔ van˧˧], 1985/86 г.р.) — вьетнамская социальная предпринимательница и борец за права инвалидов.

## Ранний период жизни
Родилась в деревне в 300 километрах от Ханоя. У Ван диагностирована спинальная мышечная атрофия, как и у её брата Конг Хунга. Она переживала за их будущее, видя множество нищих инвалидов во Вьетнаме, впала в депрессию, бросила школу и попыталась покончить жизнь самоубийством.

## Карьера
В 2003 году Ван и Хунг основали Центр «Воля к жизни», который занимается обучением инвалидов. Хунг умер в возрасте 31 года, и Ван продолжила управлять им в одиночку.
Ван также руководит Imagtor, социальным предприятием, предлагающим фото-, видео- и ИТ-решения, в котором работают многие вьетнамцы с ограниченными возможностями.
В 2019 году она была включена в список 100 женщин Би-би-си. В том же году она была включена Forbes Vietnam в список влиятельных вьетнамских женщин.